# Калиопије Киликијски
Свети мученик Калиопије је хришћански светитељ. Био је јединац син некога сенатора из Перге Памфилијске. Његова мајка Теоклија научила га је још у раној младости богопоштовању и чистом животу. Калиопије је био још младић када је настало страшно гоњење хришћана под царем Максимијаном. Да би га спасла смрти мајка га је ставила у лађу, дала му довољну суму новца, и отпратила га у град Помпеопољ. Искрцавши се у Помпеопољу Калиопије се нашао усред неке бурне многобожачке светковине. Па када он, на наваљивање светине, није хтео узети учешћа у томе пиру, одведен је војводи Максиму. Њему је рекао да је хришћанин. Војвода је наредио да га бију оловним штаповима, и пеку на огњу. Потом су га целог израњаваног бацили у тамницу. Када је чула за мучење свога сина мајка Теоклија је раздадла цело своје имање беднима, а она је са нешто мало новца пожурила у тамницу своме сину. Ушавши у тамницу, она се поклонила пред својим сином и завила му ране. Најзад је војвода изрекао коначну пресуду, да се Калиопије распне на крст. Када су јој повели сина на губилиште, она је дотурила џелатима пет златика, да би распели њеног сина не као Господа него наопако. На Велики Четвртак Калиопије је распет наопако, и мајка му је стајала под крстом благодарећи Богу. А када су га други дан мртва спустили са крста, она је пала на њега и сама издахнула. Пострадали су 304. године.
Српска православна црква слави га 7. априла по црквеном, а 20. априла по грегоријанском календару.